# کارلوس یولو
کارلوس یولو (انگلیسی: Carlos Yulo؛ زادهٔ ۱۶ فوریهٔ ۲۰۰۰) ژیمناست هنری اهل فیلیپین است. از افتخارات وی میتوان به کسب مدال ۲ مدال طلا در بازی‌های المپیک تابستانی ۲۰۲۴ اشاره کرد.